# Ambongia perrieri
Ambongia es un género monotípico de fanerógamas perteneciente a la familia Acanthaceae. Su única especie: Ambongia perrieri Benoist, es originaria de Madagascar.

## Taxonomía
Ambongia perrieri fue descrita por la zoóloga y botánica francesa Raymond Benoist  y publicado en  Notulae Systematicae. Herbier du Museum de Paris 8: 156, en el año 1939.